# Formation nette de capital fixe
La formation nette de capital fixe (FNCF) est une mesure utilisée en comptabilité nationale.

## Concept
La formation nette de capital fixe correspond à la formation brute de capital fixe diminuée de la valeur des amortissements, investissements opérés par les agents économiques afin de remplacer des actifs devenus obsolètes ou usés physiquement. Le capital fixe est constitué des biens durables reproductibles. L'augmentation nette de capital fixe est permise par une augmentation du volume disponible de moyens de production.
Le stock de capital doit ainsi être réduit par l'amortissement et les mises au rebut. L'investissement, par conséquent, est la somme de la formation nette de capital fixe et de la variation des stocks.